# ベントレー・ブロワー
ブロワー（Blower ）はベントレーが生産した乗用車であり、4½リットルの「スーパースポーツ」仕様であった。
クランクシャフト前端で駆動するアムハースト・ヴィリヤース製ルーツ式マークIV型スーパーチャージャーを装備し、マグネシウム合金製クランクケースの採用で軽量化し、ピストン、コンロッド、オイルポンプ、クランクシャフト、シリンダーブロック等に強化を受けていた。
初期型5台はワークス仕様でブースト圧を10lb（約0.7バール）と高くするため圧縮比は4.5と低く設定されていた。
量産型は圧縮比5.1、後期型は自然吸気型と同一の圧縮比5.3でブースト圧9.5lbから175hp、もしくはブースト圧10lbから182hpを発揮した。
生産台数は55台。

## レース戦績
1930年のル・マン24時間レースにドロシー・パジェ（Dorothy Paget ）のチームにより8号車と9号車の2台が参戦した。特にヘンリー・バーキン（Sir Henry Birkin ）/ジャン・シャサーニュ（Jean Chassagne ）組が乗る9号車は4周目に平均144.352km/h、1周たったの6分48秒で周回しコースレコードとするなど圧倒的な速さを見せたがクランクシャフト不調のため21周目にリタイヤ、ダドリー・ベンジャフィールド（Dudley Benjafield ）/ジュリオ・ランポーニ（Giulio Ramponi ）組の乗る8号車は元々不調だったピストンが144周目にシリンダーを破壊し、2台ともリタイヤとなった。
1932年のル・マン24時間レースにジャン・トレヴォー（Jean Trévoux ）/メアリー（Mary ）組の5号車が出場したが1周目メゾン・ブランシュで事故を起こし、乗っていたトレヴォーはヘルメットを被っていたため顔と手に負傷しただけで済んだがリタイヤとなった。
1933年のル・マン24時間レースにジャン・トレヴォー/ルイ・ガス（Louis Gas ）組の乗る5号車として出場したが、ルイ・ガスが運転中横滑りさせて車軸を損傷しリタイヤとなった。